# Hymn Portugalii
A Portuguesa (Portugalka, Pieśń Portugalii) to hymn państwowy Portugalii. Utwór został skomponowany w 1891 roku i od razu stał się pieśnią rewolucyjną. Zrodził się na fali uczuć antyrządowych spowodowanych m.in. polityką kolonialną króla, który w 1890 roku, wbrew powszechnym oczekiwaniom Portugalczyków, przystał na warunki traktatu dyktowane przez Wielką Brytanię. Autorem słów jest Henrique Lopes de Mendonça, muzykę skomponował Alfredo Keil. W 1910 roku Portugalkę zatwierdzono jako oficjalny hymn republiki.
Autorem tłumaczenia na język polski jest Witold Pozorski.
Podczas uroczystości państwowych śpiewana jest pierwsza zwrotka oraz refren.
A Portuguesa
Heróis do mar, nobre povo,

Naçao valente, imortal,

Levantai hoje de novo

Os esplendor de Portugal!

Entre as brumas da memória,

Ó Pátria, sente-se a voz

Dos teus egrégios avós

Que há-de guiar-te à vitória.

Às armas! Às armas!

Sobre a terra, sobre o mar!

Às armas! Às armas!

Pela Pátria lutar! 

Contra os canhões

Marchar, marchar!

Desfralda a invicta bandeira

À luz viva do teu céu.

Brade à Europa à terra inteira

Portugal não pereceu!

Beija o solo teu jucundo

O oceano a rugir d’amor;

E o teu braço vencedor

Deu mundos novos ao mundo!

Às armas! Às armas!

Sobre a terra, sobre o mar!

Às armas! Às armas!

Pela Pátria lutar! 

Contra os canhões 

Marchar, marchar!

Saudai o sol que desponta

Sobre um ridente porvir.

Seja o eco d’uma afronta

O sinal de ressurgir.

Ráios d’essa aurora forte

São como beijos de mãe

Que nos guardam, nos sustêm,

Contra as injúrias da sorte.

Às armas! Às armas!

Sobre a terra, sobre o mar!

Às armas! Às armas!

Pela Pátria lutar! 

Contra os canhões

Marchar, marchar!
Portugalka
Bohaterowie mórz, szlachetne plemię, 

Dzielny i nieśmiertelny narodzie,

Wybiła godzina, byś wzniosła się na nowo, 

Portugalska chwało! 

Z mglistej pamięci, 

O, Ojczyzno, usłysz głosy

Twoich wielkich przodków, 

Które powiodą cię do zwycięstwa. 

Do broni! Do broni!

Na lądzie i morzu!

Do broni! Do broni!

Do walki za naszą Ojczyznę! 

Naprzeciw kulom wroga 

Marsz, marsz!

Rozwiń niezwyciężoną flagę

W żywym świetle twego nieba. 

Powiedz Europie i całemu światu, 

Że Portugalia nie zginęła! 

Ziemię tobie miłą całuje

Ocean szumiący z miłością; 

Twoje zwycięskie ramię

Nowe światy dało światu! 

Do broni! Do broni! 

Na lądzie i morzu! 

Do broni! Do broni!

Do walki za naszą Ojczyznę! 

Naprzeciw kulom wroga

Marsz, marsz!

Pozdrów słońce, które powstaje

Nad radosną przyszłością. 

Niechaj echo zniewagi będzie

Dla nas sygnałem odrodzenia. 

Promienie tego potężnego brzasku

Są jak pocałunki matki, 

Która nas strzeże i wspomaga

W walce z krzywdami losu.

Do broni! Do broni!

Na lądzie i morzu!

Do broni! Do broni!

Do walki za naszą Ojczyznę! 

Naprzeciw kulom wroga

Marsz, marsz!